# 881 (film)
881 – singapurski film komediowy z 2007 roku w reżyserii Roystona Tana. Premiera filmu miała miejsce 9 sierpnia 2007.

## Obsada
- Ling Ling Liu
- May Wan Teh
- Yuwu Qi
- Mindee Ong – mała Papaya
- Yann Yann Yeo
- Choy Wan Teh